# Gabinete Ribot I
O Gabinete Ribot I foi o ministério formado por Alexandre Ribot em 06 de dezembro de 1892 e dissolvido em 10 de janeiro de 1893. Foi o 30º gabinete da Terceira República Francesa, sendo antecedido pelo Gabinete Loubet e sucedido pelo Gabinete Ribot II.

## Contexto
Alexandre Ribot estabeleceu seu primeiro ministério na esteira do anterior, chefiado por Émile Loubet. Este governo foi abalado depois de apenas uma semana pela renúncia do ministro das Finanças, Maurice Rouvier, implicado no "Escândalo do Panamá". Ribot conseguiu com dificuldade impedir a votação de um projeto de lei que dava poderes judiciais à comissão de inquérito que analisava o caso e, para mostrar firmeza, o Presidente do Conselho de Ministros determinou a prisão de dois administradores da companhia do Panamá, entre eles um ex-deputado. Além disso, ele solicitou o levantamento da imunidade parlamentar de cinco deputados, incluindo do próprio Rouvier.
Em meio ao escândalo, Alexandre Ribot apresentou a renúncia de seu governo ao Presidente da República, Sadi Carnot, em janeiro de 1893. Este último, no entanto, não aceitou a renúncia e manteve Ribot no cargo, levando-o a reformular seu gabinete.

## Composição
- Presidente da República: Sadi Carnot
- Presidente do Conselho de Ministros: Alexandre Ribot
- Ministro dos Estrangeiros: Alexandre Ribot
- Ministro da Justiça e Cultos: Léon Bourgeois
- Ministro do Interior: Émile Loubet
- Ministro da Guerra: Charles de Freycinet
- Ministro das Finanças: Maurice Rouvier; Pierre Tirard
- Ministro da Marinha e Colônias: Auguste Burdeau
- Ministro da Instrução Pública e Belas Artes: Charles Dupuy
- Ministro das Obras Públicas: Jules Viette
- Ministro da Agricultura: Jules Develle
- Ministro do Comércio e Indústria: Jules Siegfried